# Nos familles

Nos familles est un téléfilm français réalisée par Siegrid Alnoy en 2007.

## Fiche technique
- Titre : Nos familles
- Réalisation : Siegrid Alnoy
- Scénario : Siegrid Alnoy, Agnès de Sacy et Sasha Andres
- Musique : Gabriel Scotti
- Durée : 93 minutes
- Date de diffusion : 25 septembre 2007 sur Arte

## Distribution
- Philippe Duquesne : Paul
- Sasha Andres : Laure
- Arthur Mazet : Paul adolescent
- Simon Lestang : Paul enfant
- Juliette Chive : Laure enfant
- Claude Perron : La mère adoptive de Paul
- Carlo Brandt : Le père adoptif de Paul